# Frosta häradsdräkt

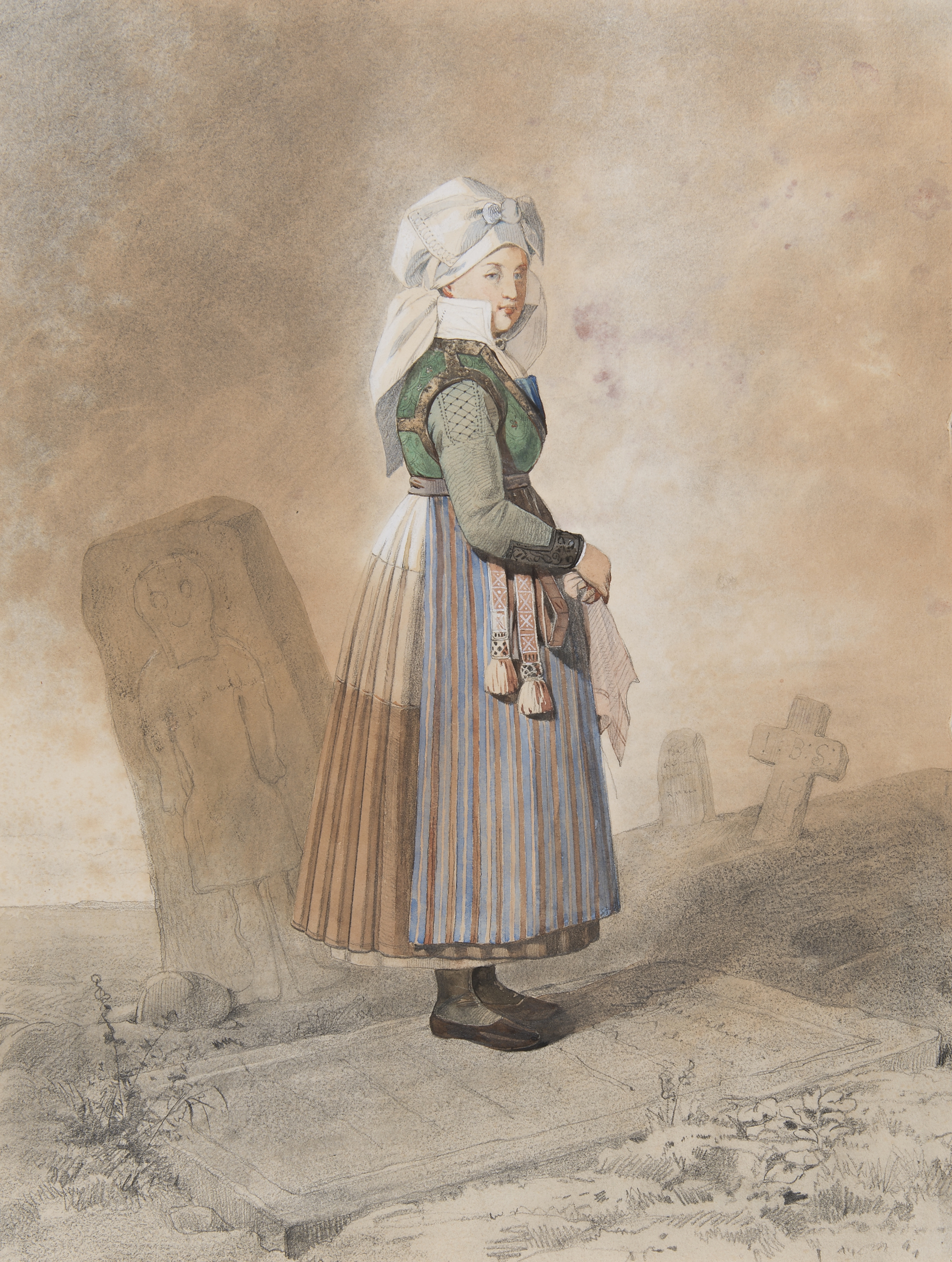
Kvinna i dräkt på kyrkogård, 1800-talets första hälft. Akvarell i storformat av Otto Wallgren - Nordiska museet - NMA.0070087 (1)

Frostadräkt är en folkdräkt (eller bygdedräkt) från Frosta härad i Skåne.

## Kvinnodräkt
I dräkten ingår:
- skinnklocka med rött kläde samt brunt och vitt skinn
- brokadliv i ljusgrönt, beige och brunt samt bruna sammetskanter
- smycken - silvermaljor, kedja och pek
- förkläde - i bomull i rosengång
- förklädesband - i rött ullgarn och vitt lingarn. Går två varv runt liv och avslutas med stora, omlindande tofsar
- linnesärk - virk med knypplad skånsk spets på manschetterna och en lite trådknapp, stende krage med Engelskt broderi och liten silverknappr i halsen
- mamelucker, svarta strumpor och skor
- klur